# 尼科米底亞
尼科米底亚（希臘語：Νικομήδεια）即现在的土耳其城市伊兹密特，建于公元前712年或前711年 ，开始时是作为希腊城邦墨伽拉的殖民地名为阿斯塔科斯。后被利西马科斯摧毁之后，又于公元前264年被尼科美德一世重建，这时开始被称为尼科米底亚，随即这座城市成为了小亚细亚北部最重要的城市之一。汉尼拔在尼科米底亚度过了自己生命的最后时光。历史学家阿里安出生在这座城市。
羅馬帝國時期，尼科米底亞是比提尼亞的大都市。戴克里先在286年建立四帝共治制時亦使尼科底米亞成為帝國的東都。直至李錫尼於324年被君士坦丁一世擊敗為止，尼科米底亞一直是帝國東方的首都。君士坦丁一世只視此城作為臨時的首都，並於330年定都於拜占庭（君士坦丁堡）。君士坦丁於337年死於尼科米底亞附近的一庭皇家別墅內。由於從亞洲各地前往君士坦丁堡的道路均會先匯合於尼科米底亞，尼科米底亞仍是帝國定都拜占庭後一座重要的城市。
儘管如此，358年8月24日一場大地震為尼科米底亞造成了廣泛破壞，隨後更有大火摧毀城市。尼科米底亞得到重建，但規模較以前縮小了。6世紀查士丁尼一世的統治下，尼科米底亞得以擴展，並增設了一些公共建築。由於位處通住首都的道路上，尼科米底亞仍是拜占庭帝國主要的軍事中心，並於帝國對抗阿拉伯哈里發的軍事行動上發揮了重要的作用。
在十一世紀，阿歷克塞一世以尼科米底亞為主要的軍事基地，以對抗塞爾柱帝國的入侵，而第一次十字軍東征和第二次十字軍東征的軍隊均曾駐紮於此。隨著君士坦丁堡被第四次十字軍攻陷，尼科米底亞於1204年起由拉丁帝國統治。尼科米底亞直至約1240年被尼西亞帝國收復，展開了拜占庭帝國最後約1個世紀的統治。
在1304、1330年兩次遭鄂圖曼軍隊圍困後，尼科底米亞最終於1337年投降。拜占庭帝國曾在1403年根據《加里波利條約》重新統治尼科米底亞，但1419年又被鄂圖曼奪回了，自此結束了希臘人統治的歷史。